# Poggio-Marinaccio
Poggio-Marinaccio é uma comuna francesa na região administrativa de Córsega, no departamento da Alta Córsega. Estende-se por uma área de 2,83 km². 